# 群馬県道352号笠懸赤堀今井線
群馬県道352号笠懸赤堀今井線（ぐんまけんどう352ごう かさかけあかぼりいまいせん）は、群馬県伊勢崎市赤堀今井町からみどり市笠懸町鹿に至る一般県道である。

## 概要
国道50号前橋笠懸道路がこの路線に沿うように計画されている。旧笠懸赤堀線。全線2車線が保たれているが、歩道の無い狭いところやカーブが多いところがある。

### 路線データ
- 起点:伊勢崎市赤堀今井町（赤堀今井町交差点·国道50号）
- 終点:みどり市笠懸町鹿（笠懸小学校交差点·国道50号）

## 路線状況

### 重複区間
- 群馬県道102号三夜沢国定停車場線（赤堀今井町2丁目付近から赤堀今井町2丁目交差点）
- 群馬県道336号梨木香林線（香林2丁目東交差点から野交差点）